# 변분 원리
양자역학에서 변분 원리(變分原理, variational principle)는 해밀토니언의 바닥 상태 에너지를 근사하는 계산법이다. 양자역학과 물리화학에서 쓰인다. 하트리-폭 방법이 한 예이다.

## 정의
해밀토니언 {\displaystyle H}의 바닥 상태 {\displaystyle |0\rangle }는 그 에너지 기댓값이 최소가 되는 상태다. 즉, 다음 표현의 최솟값이다.
{\displaystyle E(|\psi \rangle )=\langle \psi |H|\psi \rangle }.
따라서, 바닥 상태의 에너지 {\displaystyle E(|0\rangle )=E_{0}}은 임의의 상태의 에너지 기댓값보다 같거나 작다. 식으로 쓰면 다음과 같다.
{\displaystyle E_{0}\leq \langle \psi |H|\psi \rangle } (임의의 {\displaystyle |\psi \rangle }에 대하여)
변분 원리를 통해 바닥 상태의 에너지 {\displaystyle E_{0}}을 찾으려면, 우선 바닥 상태가 될 만한 시험 파동함수(trial wave function) {\displaystyle |\psi \rangle }를 어림짐작으로 고른다. 그렇다면 이 상태의 에너지 기댓값을 계산하여 바닥 상태의 상계(上界, upper bound)를 얻을 수 있다.
보통 시험 파동함수에는 몇 개의 매개변수를 둔다. 예를 들어, 매개변수 {\displaystyle \lambda }를 둔 시험 파동함수 {\displaystyle |\psi (\lambda )\rangle }를 생각해 보자. 그렇다면 {\displaystyle E(\lambda )=\langle \psi (\lambda )|H|\psi (\lambda )\rangle }를 최소화시키는 값 {\displaystyle \lambda _{\text{min}}}을
{\displaystyle \left.{\frac {dE}{d\lambda }}\right|_{\lambda =\lambda _{\text{min}}}=0}
을 풀어 구할 수 있다. 그렇다면 {\displaystyle |\psi (\lambda _{\text{min}})\rangle }을 바닥 상태의 근사값으로, {\displaystyle E(\lambda _{\text{min}})}을 바닥 에너지의 근사값으로 취한다. 두 개 이상의 매개변수를 가진 시험 파동함수도 마찬가지로 다룰 수 있다.

## 참고 문헌
- Sakurai, Jun John (1994). 《Modern Quantum Mechanics》 (영어). Addison-Wesley. ISBN 0-201-53929-2.